# Želimir Vuković
Želimir Vuković (* 29. April 1983 in Frankreich) ist ein französisch-serbischer Skirennläufer. Er startet überwiegend im Slalom und im Riesenslalom.

## Karriere
Vuković startete zunächst für Frankreich, wechselte aber 2004/2005 den Verband und startete nun für Serbien und Montenegro bzw. nach dessen Zerfall für Serbien. Zu diesem Zeitpunkt hatte er seit seinem Karrierestart 1998 ausschließlich FIS-Rennen und andere niederklassige Wettkämpfe bestritten, auch war er sowohl bei französischen als auch bei jugoslawischen Meisterschaften an den Start gegangen. Während er bei den französischen Meisterschaften chancenlos blieb, erreichte er bei den jugoslawischen Wettkämpfen oftmals einen der besten zehn Plätze.
Nachdem er im Februar 2005 erstmals an den Alpinen Skiweltmeisterschaften in Bormio teilgenommen hatte, dort allerdings bei beiden Wettkämpfen das Ziel nicht erreichte, gelang ihm Ende des Jahres auch erstmals der Sprung in den Weltcup. In Kranjska Gora und in Adelboden kam er jedoch erneut nicht ins Ziel, sodass er bei weiteren Weltcups nicht starten konnte. Dennoch wurde Vuković für die Olympischen Winterspiele 2006 in Turin als einziger Skiläufer ins Aufgebot der damals noch serbisch-montenegrinischen Mannschaft berufen.
Auch in Turin konnte er kein Resultat erzielen, da er disqualifiziert wurde. So beschränkten sich seine Auftritte im folgenden Jahr erneut ausschließlich auf FIS- und unterklassige Rennen. Sein nächster großer internationaler Wettkampf waren die Alpinen Skiweltmeisterschaften 2007 in Åre, wo er erneut eine Platzierung verpasste.
In seiner Karriere konnte Vuković insgesamt drei FIS-Rennen gewinnen und vierzehnmal, viermal im Riesenslalom und zehnmal im Slalom, auf das Podium kommen. Zudem triumphierte er einmal bei den jugoslawischen Meisterschaften im Slalom und kam mehrmals bei nationalen Meisterschaften auf das Podest.

## Erfolge

### Olympische Winterspiele
- Turin 2006: DSQ Slalom

### Weltmeisterschaften
- Bormio 2005: DNF Riesenslalom, DNF Slalom
- Åre 2007: 30. Riesenslalom, DNF Slalom

### Universiaden
- Innsbruck 2005: 26. Slalom, 34. Abfahrt, 62. Riesenslalom, DNF Super-G
- Bardonecchia 2007: 22. Slalom, 37. Super-G, DNF Riesenslalom

### Weitere Erfolge
- 3 Siege bei FIS-Rennen